# Colchicum bulbocodium
Colchicum bulbocodium Ljusblomman är en tidlöseväxtart som beskrevs av Ker Gawl. Colchicum bulbocodium ingår i släktet tidlösor, och familjen tidlöseväxter.

## Underarter
Arten delas in i följande underarter:
- C. b. bulbocodium
- C. b. versicolor
- C. b. edentatum

## Bildgalleri

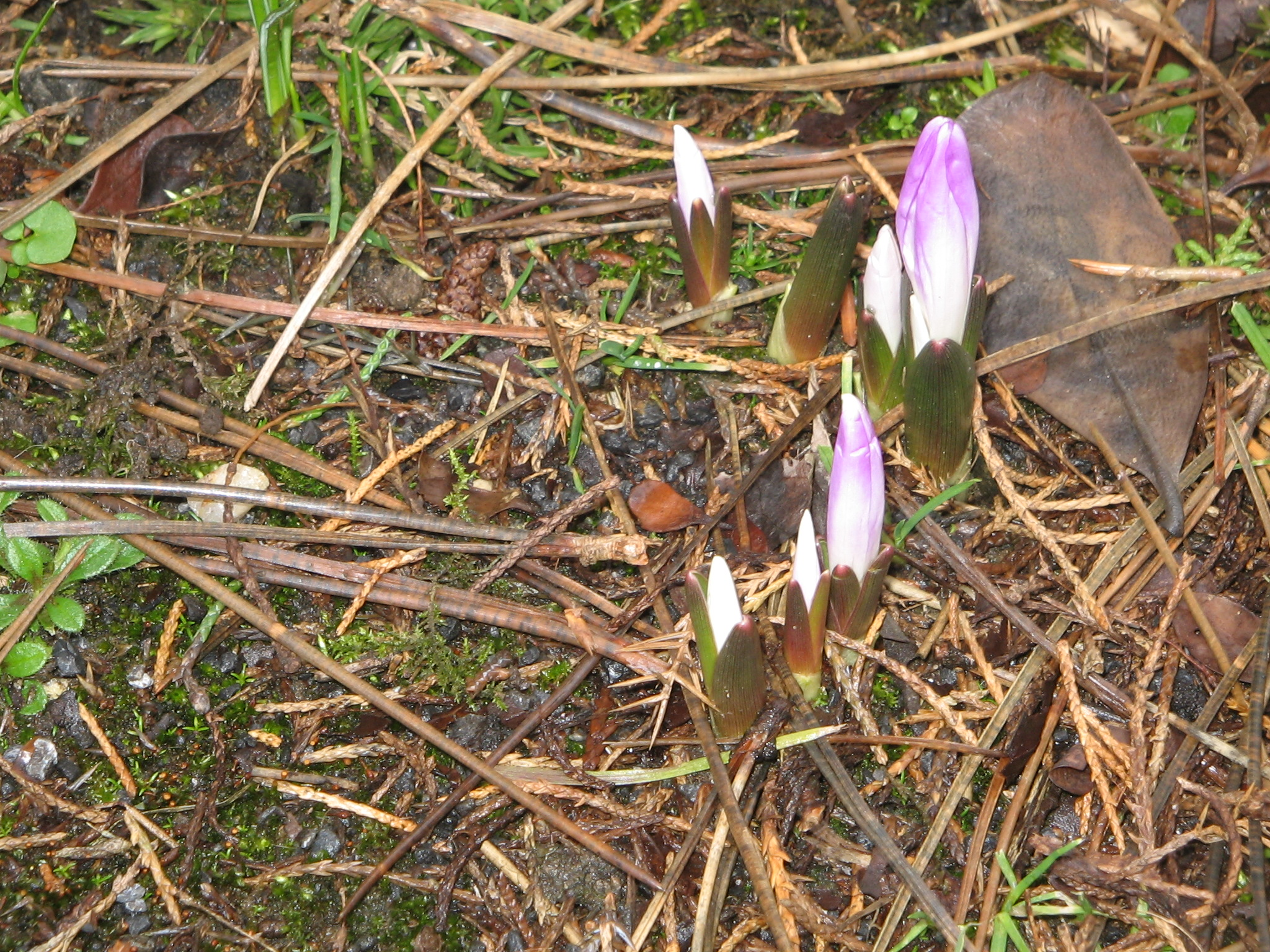
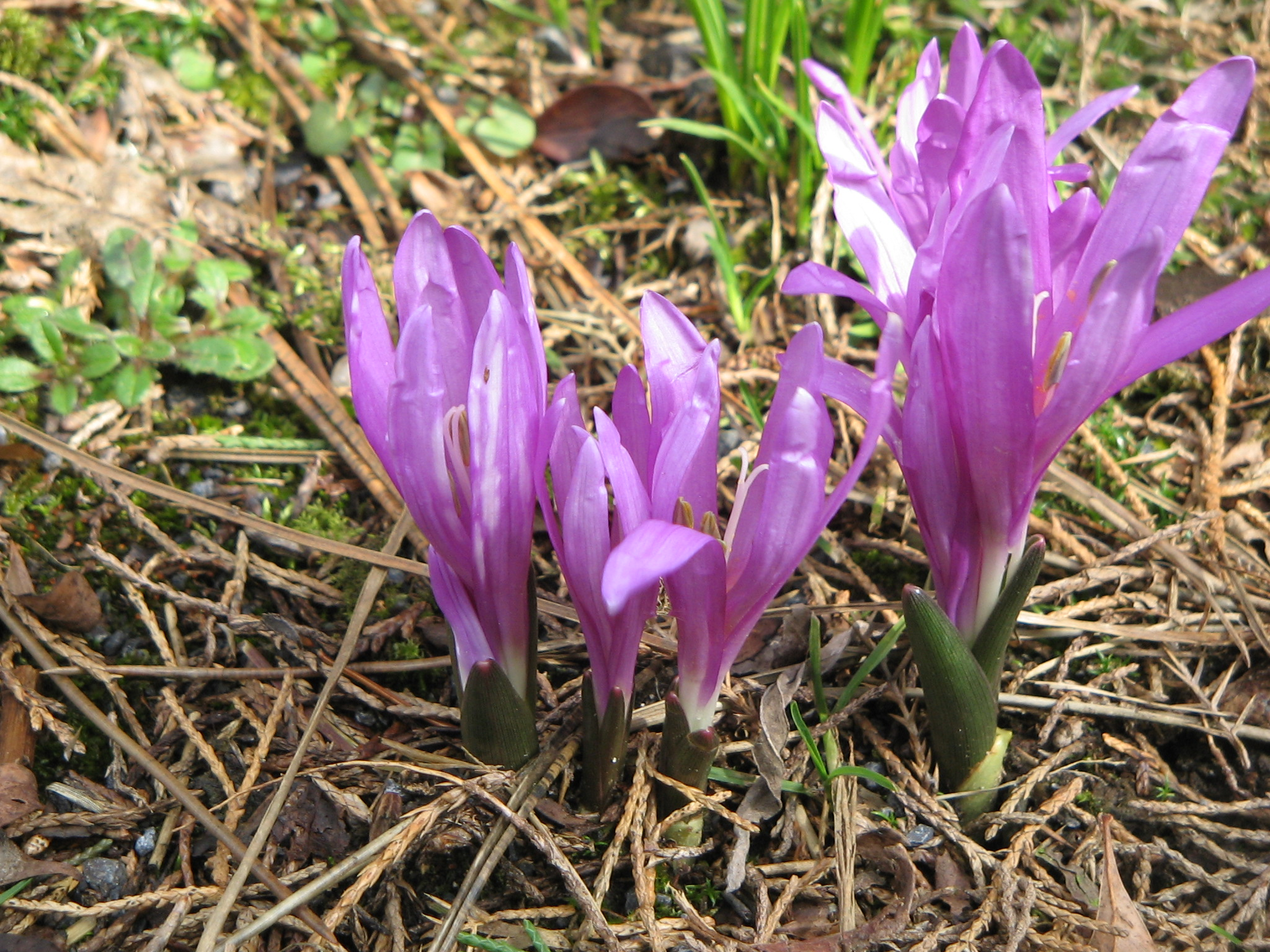
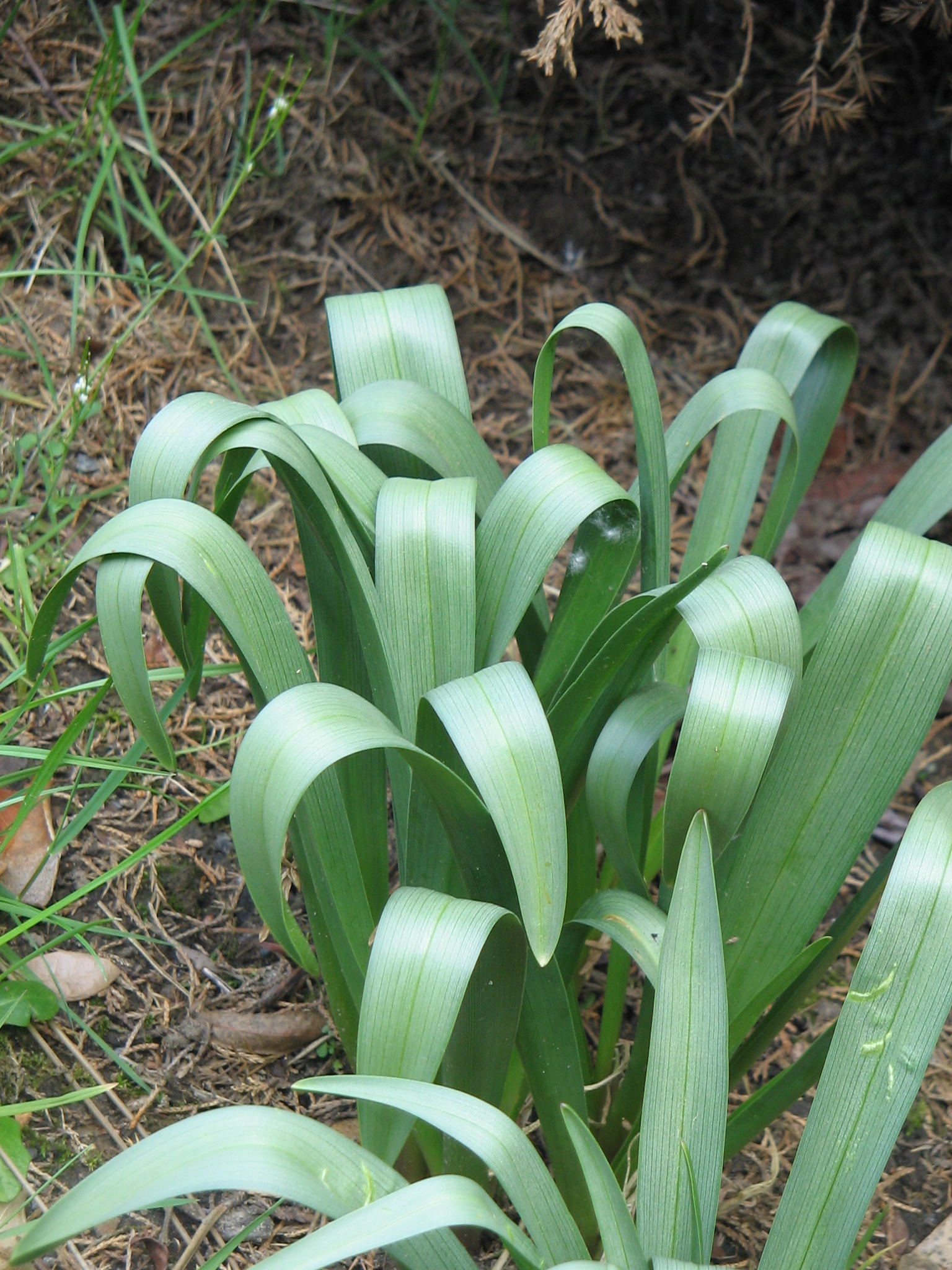
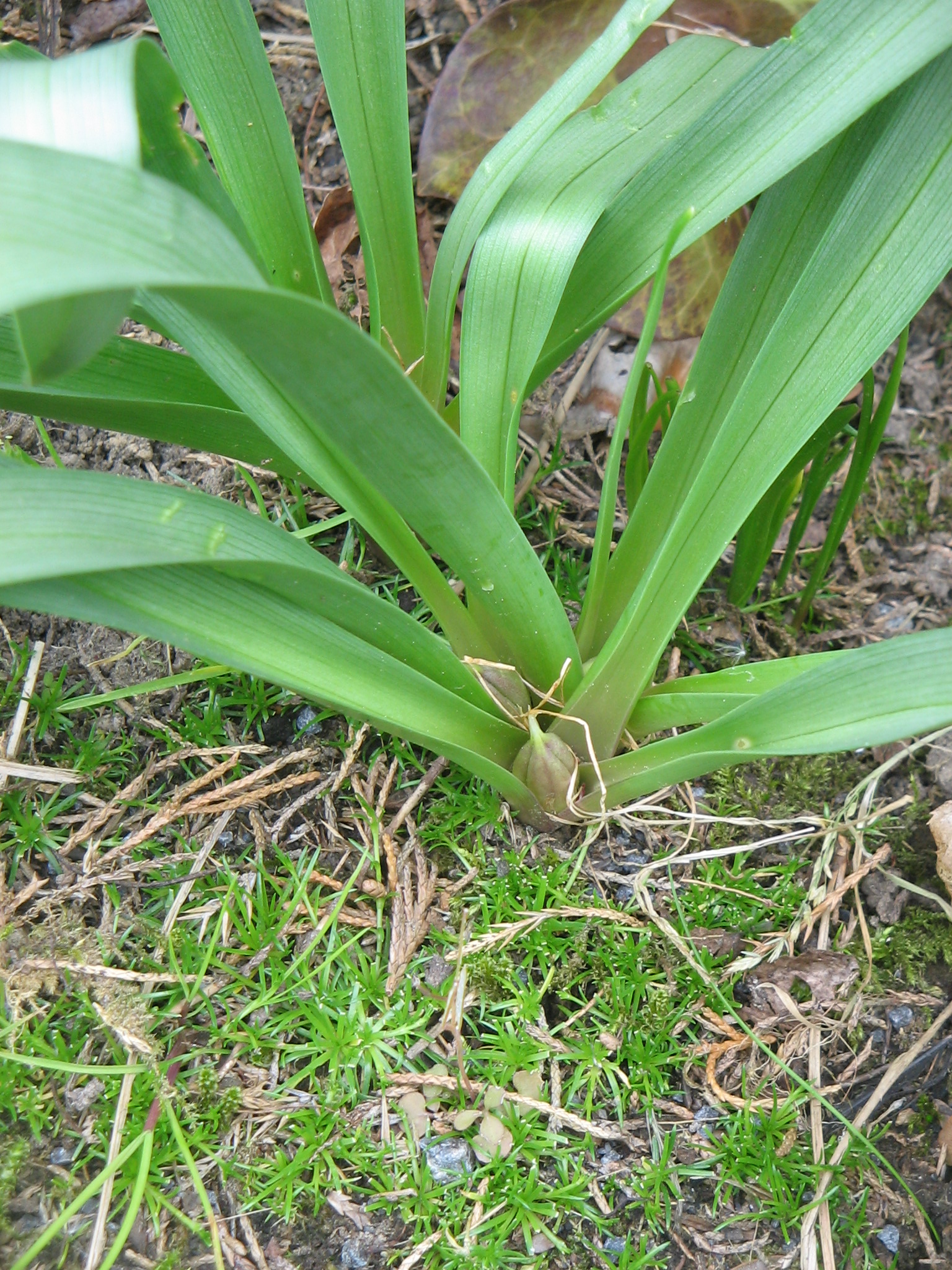